# Injection d'eau (production de pétrole)
Pour les articles homonymes, voir Injection d'eau.
Dans l’industrie pétrolière, l’injection d’eau (en anglais waterflooding ou water injection) est une technique qui permet généralement d'augmenter la pression dans le champ pétrolifère et stimuler ainsi la production. On peut trouver des puits d’injection d’eau à la fois sur terre (onshore) et en mer (offshore), afin d’accroître la récupération de pétrole d'un réservoir existant.
De l'eau est injectée pour soutenir la pression du réservoir (également appelée remplacement de la cavité), ainsi que pour balayer ou déplacer le pétrole du réservoir et la pousser vers un puits.
Normalement, seulement 30 % du pétrole contenu dans un réservoir peut être extraite, mais l'injection d'eau augmente ce pourcentage (appelé facteur de récupération) et maintient le taux de production d'un réservoir sur une période plus longue.
Les inondations ont commencé accidentellement à Pithole, en Pennsylvanie, en 1865. Les injections sont devenues courantes en Pennsylvanie dans les années 1880.

## Sources d'eau injectée
Toute source d'eau en vrac peut être utilisée pour l'injection. Les sources d'eau suivantes sont utilisées pour la récupération du pétrole:
L'eau produite est souvent utilisée comme fluide d'injection. Cela réduit le risque d'endommagement de la formation dû à des fluides incompatibles, même si le risque de formation de calcaire ou de corrosion dans les conduites d'injection ou dans les tubes demeure. De plus, l’eau produite, qui est contaminée par des hydrocarbures et des solides, doit être éliminée d’une manière ou d’une autre et l’évacuation en mer ou en rivière nécessitera d’abord un certain nettoyage du flux d’eau. Cependant, le traitement nécessaire pour rendre l'eau produite susceptible d'être réinjectée peut être tout aussi coûteux.
Comme les volumes d'eau produite ne suffisent jamais à remplacer tous le volume de production (pétrole et gaz, en plus de l'eau), il faut fournir de l'eau d'appoint. Le mélange des eaux provenant de différentes sources aggrave le risque d'entartrage.
L'eau de mer est évidemment la source la plus commode pour les installations de production offshore, et elle peut être pompée vers la côte pour être utilisée dans les champs terrestres. Dans la mesure du possible, la prise d'eau est suffisamment profonde pour réduire la concentration d'algues; cependant, la filtration, la désoxygénation et l'utilisation de biocide sont généralement nécessaires.
L'eau de l'aquifère - provenant de formations aquifères autres que le réservoir de pétrole, mais dans la même structure, présente l'avantage de la pureté lorsque disponible.
L'eau de la rivière nécessitera toujours une filtration et l'utilisation de biocide avant l'injection.

## Filtres
Les filtres doivent nettoyer l'eau et éliminer toutes les impuretés, telles que les coquilles et les algues. La filtration typique est de 2 micromètres, mais dépend vraiment des exigences du réservoir. Les filtres à sable sont si fins pour ne pas bloquer les pores du réservoir. Les filtres à sable sont une technologie de filtration couramment utilisée pour éliminer les impuretés solides de l'eau. Le filtre à sable a différents lits avec différentes tailles de granules de sable. L'eau de mer traverse la première couche de sable la plus grossière jusqu'à la plus fine et pour nettoyer le filtre, le processus est inversé. Une fois l’eau filtrée, elle continue à remplir la tour de désoxygénation. Les filtres à sable sont volumineux, lourds, renferment des particules de sable et nécessitent des produits chimiques pour améliorer la qualité de l'eau. Une approche plus sophistiquée consiste à utiliser des filtres à écran auto-nettoyables à balayage automatique (balayage par aspiration) car ceux-ci ne présentent pas les inconvénients des filtres à sable.
L'importance d'un traitement adéquat de l'eau est souvent sous-estimée par les compagnies pétrolières et les sociétés d'ingénierie. En particulier avec l'eau de rivière et d'eau de mer, la qualité de l'eau d'admission peut varier énormément (algues au printemps, tempêtes et courants qui attirent les sédiments du fond), ce qui aura un impact significatif sur les performances des installations de traitement. Si elle n'est pas traitée correctement, l'injection d'eau risque de ne pas réussir. Cela se traduit par une mauvaise qualité de l'eau, le biocomatage du réservoir et la perte de production en pétrole.

## Désoxygénation
L'oxygène doit être éliminé de l'eau car il favorise la corrosion et la croissance de certaines bactéries. La croissance bactérienne dans le réservoir peut produire du sulfure d'hydrogène toxique, source de graves problèmes de production, et bloquer les pores de la roche.
Une tour de désoxygénation met l'eau d'injection en contact avec un flux de gaz sec (le gaz est toujours facilement disponible dans le champ pétrolifère). L'eau filtrée tombe dans la tour de désoxygénation, éclaboussant une série de plateaux, entraînant la perte d'oxygène dissous dans le flux de gaz.
Un procédé alternatif, également utilisé en complément des tours de désoxygénation, consiste à ajouter un agent désoxygénant tel que le bisulfite de sodium et le bisulfite d'ammonium.
Une autre option consiste à utiliser des contacteurs à membrane. Les contacteurs à membrane mettent l'eau en contact avec un flux de gaz inerte, tel que l'azote, pour éliminer l'oxygène dissous. Les contacteurs à membrane ont l'avantage d'être moins lourds et compacts, ce qui permet de concevoir des systèmes plus petits.

## Pompes d'injection d'eau
Les pompes à injection d'eau à haute pression et à haut débit sont placées près de la tour de désoxygénation et des pompes d'appoint. Ils remplissent le fond du réservoir avec de l'eau filtrée pour pousser le pétrole vers les puits comme un piston. Le résultat de l'injection n'est pas rapide, il faut du temps.
L'injection d'eau est utilisée pour empêcher une basse pression dans le réservoir. L'eau remplace le pétrole qui a été pris, en maintenant le taux de production et la pression à long terme.

## Sources
1. ↑  Abdus Satter, Ghulam M. Iqbal, and James L. Buchwalter, Practical Enhanced Reservoir Engineering (Tulsa, Okla.: Pennwell, 2008) 492.
2. ↑  P. Baveye, P. Vandevivere, B.L. Hoyle et P.C. DeLeo, « Environmental impact and mechanisms of the biological clogging of saturated soils and aquifer materials », Critical Reviews in Environmental Science and Technology, vol. 28, no 2,‎ 2006, p. 123–191 (DOI 10.1080/10643389891254197, lire en ligne [PDF])